# Кронау (колония)

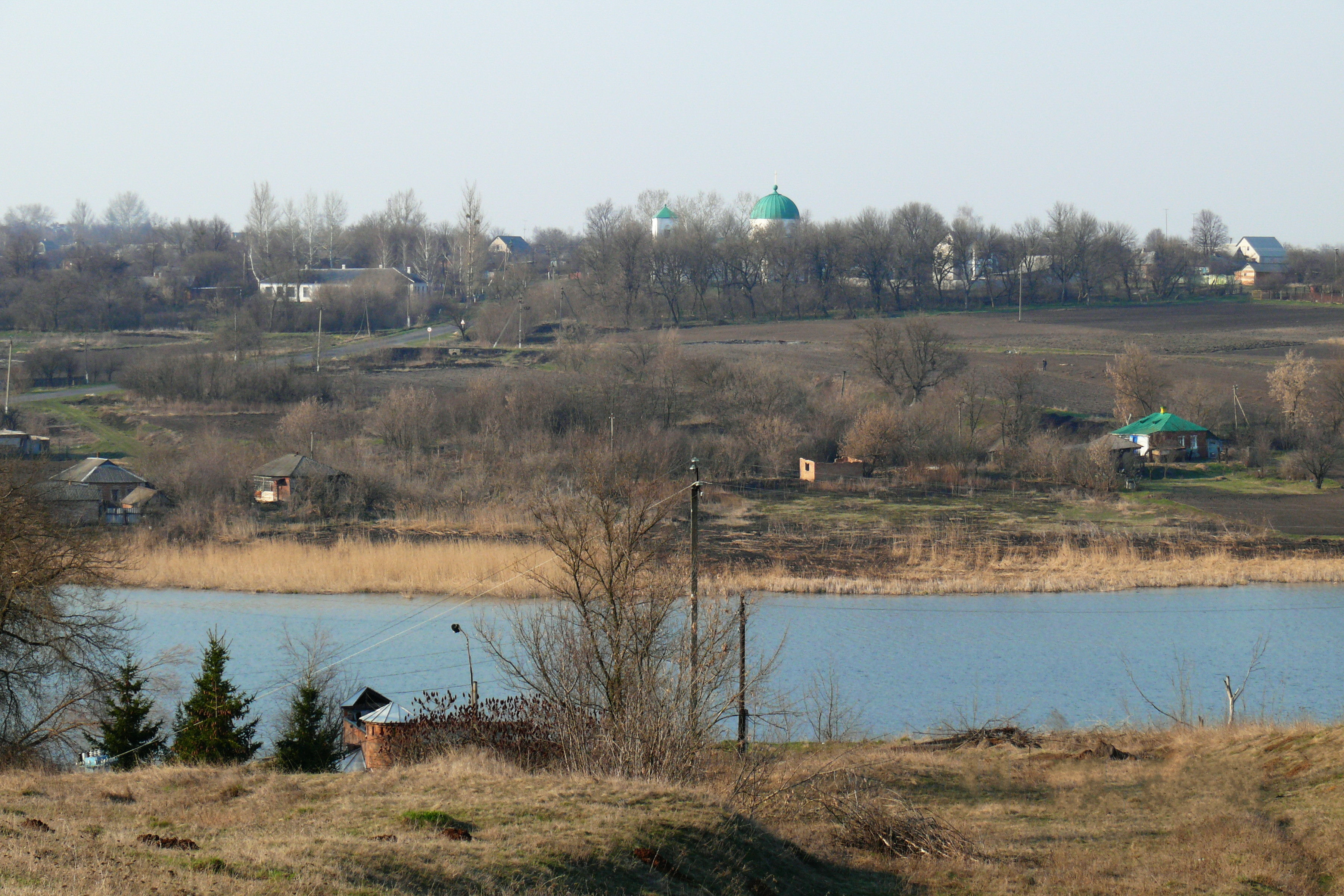
Кронау (сегодня Высокополье)

Кронау (нем. Kronau; сегодня украинское Высокополье) — историческое поселение этнических черноморских немцев на территории Херсонской области современной Украины.

## История
Поселение Кронау было основано между 1869 и 1870 годами преимущественно немцами-лютеранами из колонии Пришибер Таврической губернии.
В 1920—1930 годах был основан Немецкий национальный кружок имени Фридриха Геккерта. Во 1921—1922 годах от голода умерло 55 жителей, а во время Голодомора в 1932—1933 годах от голода умерло 12 жителей. С 1929 по 1941 год 71 житель был депортирован советской властью.
15 ноября 1941 года из Кировоградской и Николаевской областей был образован Николаевский генеральный округ Рейхскомиссариата Украины. Он управлялся генеральным комиссаром в Николаеве. В этот район также входил район Александерштадт, который был образован в тот же день и, в свою очередь, содержал район Кронау, который был образован 1 апреля 1942 года. 28 марта 1944 года Кронау был освобождён Красной Армией.

## Инфраструктура
В Кронау были церковь (построенная в 1897 году), две паровые мельницы, пивоварня, винный завод, аптека (с 1914 года), две средние школы, с 1912 года гимназия, библиотека, больница, кирпичный завод, молокозавод, различные магазины, склады и зернохранилища.

## Поселения
В районе Кронау находились следующие населённые пункты:
- № 1: Эйгенфельд (нем. Eigenfeld; Суворовка, в настоящее время часть Ивановки)
- № 2: Шёнталь (нем. Schöntal; в настоящее время Ольгино)
- № 3: Ландау (нем. Landau; Потёмкино)
- № 4: Эбенфельд (нем. Ebenfeld; в настоящее время разрушено, находилось к востоку от Высокополья)
- № 5: Фюрстенталь/Фирстенталь (нем. Fürstental; в настоящее время часть Высокополья)
- № 6: Николайталь (нем. Nikolaital; в настоящее время Тополиное)
- № 7: Фюрстенфельд/Фирстенфельд (нем. Fürstenfeld; в настоящее время Князевка)
- № 8: Кронау (нем. Kronau; в настоящее время время Высокополье)
- № 9: Эйгенталь (нем. Eigental; в настоящее время время Ольгино)
- № 10: Зандфельд (нем. Sandfeld; 20 километров к западу от Высокополья)
- № 11: Ней-Мангейм (нем. Neu-Mannheim; в настоящее время северная часть Высокополья)
- Хохфельд/Гохфельд (нем. Hochfeld; 11 километров западу от Высокополья)
- Грюнфельд/Гринфельд (нем. Grünfeld; 11 километров западу от Высокополья)
- Катеринталь (нем. Katerintal)
- Кнейслер (нем. Kneisler)
- Вейнштейн (нем. Weinstein)

Также:
- № 1: Александерфельд (нем. Alexanderfeld; в настоящее время Новоалександровка)
- № 2: Ней-Шёнзе/Ней-Шензее (нем. Neu-Schönsee; в настоящее время Озёровка)
- № 3: Фриденсфельд (нем. Friedensfeld; в настоящее время Новомировка)
- № 4: Ней-Гальбштадт (нем. Neu-Halbstadt; в настоящее время Ровнополье)
- № 5: Николайфельд (нем. Nikolaifeld; в настоящее время Никольское)
- № 6: Орлофф/Мариенбург (нем. Orloff или Marienburg; в настоящее время Орлово)
- № 7: Блюменорт/Блуменорт (нем. Blümenort или Blumenort;  в настоящее время Светловка)
- № 8: Тиге (нем. Tiege;  в настоящее время Кочубеевка)
- № 9: Альтонау (нем. Altonau;  в настоящее время Пригорье)
- № 10: Розенорт (нем. Rosenort;  в настоящее время Розовка)
- № 11: Мюнстерберг/Минстерберг (нем. Münsterberg;  в настоящее время разрушенный, к северу от Пригорья)
- № 12: Гнаденфельд (нем. Gnadenfeld;  в настоящее время Благодатное)
- № 13: Шёнау/Шенау (нем. Schönau; в настоящее время Красновка)
- № 14: Штейнфельд (нем. Steinfeld; с в настоящее время Каменка)
- № 16: Рейнфельд (нем. Reinfeld; до 2001 года Софиевка, к югу от Наталино)
- № 17: Александеркроне (нем. Alexanderkrone; до 2001 года Луговка, к западу от Светловки)
- Дейчендорф (нем. Deutschendorf; основана в 1942 году, в настоящее время Ивановка)